# 1960-ті у кіно

## Фільми

### Телесеріали
- Зоряний шлях

## Персоналії

### Померли
1. ↑  Ця сторінка має Властивість Вікіданих P910: категорія за темою сторінки із значенням "Category:1960s in film", але не має назви українською мовою, яку треба додати за посиланням d:Special:SetLabelDescriptionAliases/Q6394530/uk.
Докладніше: Вікіпедія:Проєкт:Вікідані; Вікіпедія:Категоризація.